# Młynówka (dopływ Ropy)

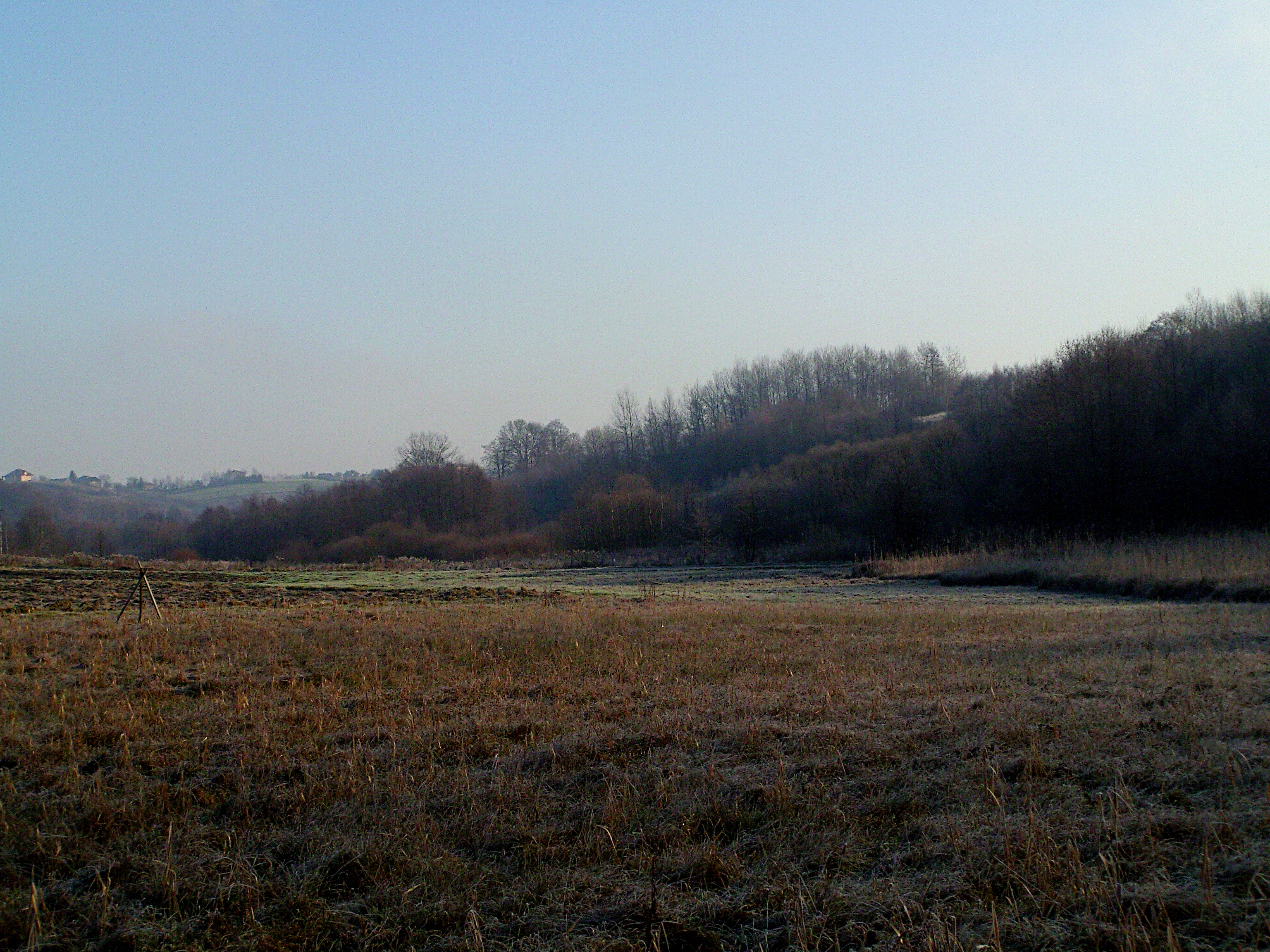
Obszar chroniony Łąki nad Młynówką

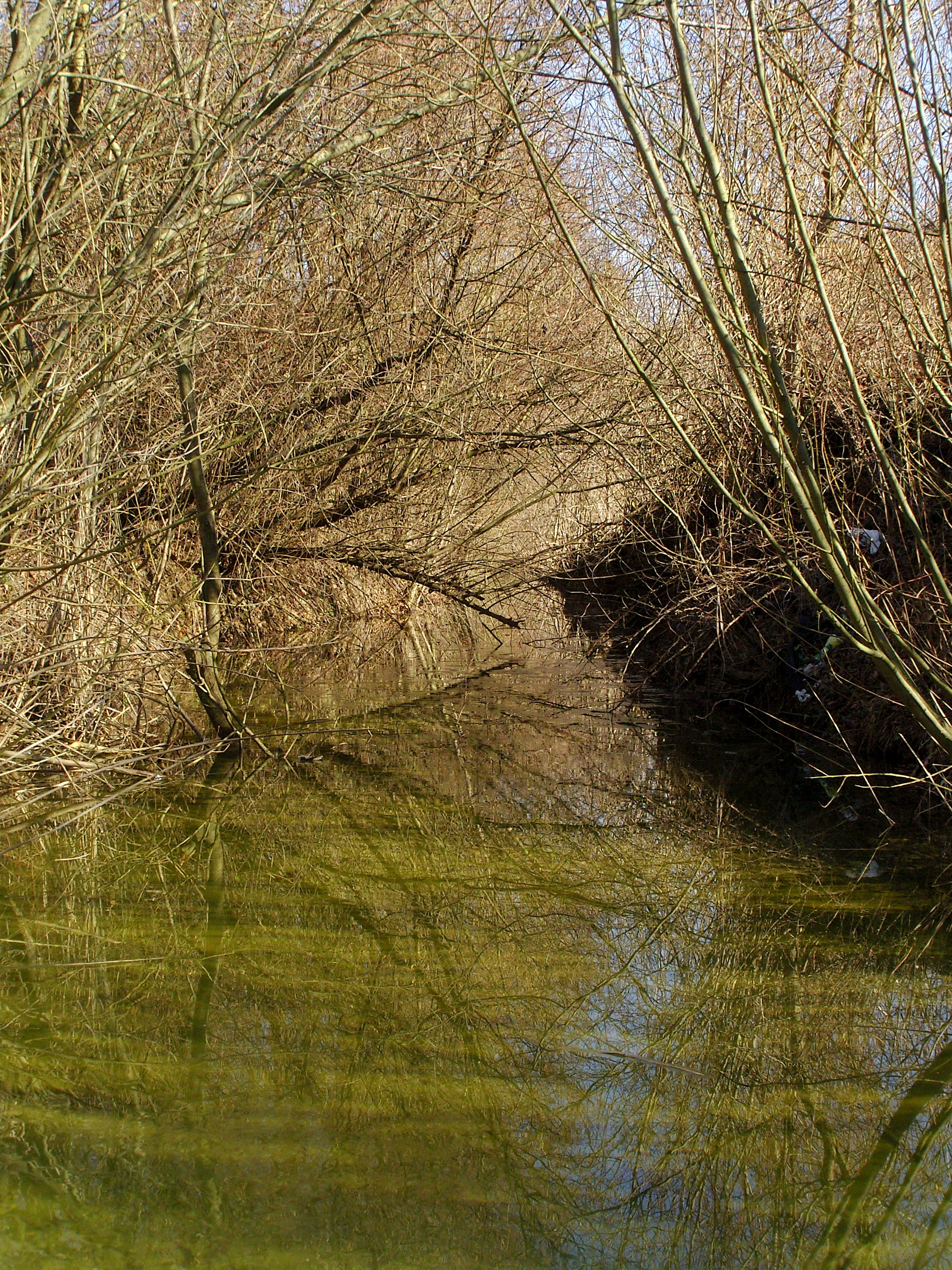
Młynówka – dopływ Ropy

Młynówka (w górnym biegu Cegielnianka) – podgórski potok o łącznej długości ponad 12 km zlokalizowany na Pogórzu Ciężkowickim, wypływający spod wierzchołka wzgórza Jodłowiec i przepływający przez Bączal Górny, Bączal Dolny, Opacie i Trzcinicę koło Jasła, gdzie uchodzi do rzeki Ropy (dopływ lewobrzeżny). Jedna z trzech najważniejszych po Ropie i Olszynce rzek odwadniających teren gminy Skołyszyn. Ciek wodny IV rzędu.

## Geografia
Potok bierze swój początek na jednym z zalesionych wzgórz (348 m n.p.m.) południowo-wschodniego krańca Pogórza Ciężkowickiego w Bączalu Górnym, skąd w kierunku wschodnim płynie nieuregulowanym, dzikim korytem przez kolejne miejscowości gminy Skołyszyn oraz Jasło, uchodząc do rzeki Ropy na wysokości 229 m n.p.m.
Głęboka dolina Młynówki, zwanej w początkowym biegu Cegielnianką przecina równoleżnikowo pasma wzgórz o wysokości od 290 do około 350 m n.p.m. o szerokich i łagodnych grzbietach. Mikroregion Młynówki ma stosunkowo jednolity charakter. Tworzy go długa na blisko 10 km dolina, porośnięta cenną pod względem przyrodniczym łąką (w dużej mierze tradycyjnie eksploatowaną) którą otaczają lasy mieszane i iglaste, a także pola uprawne. Końcowy kilometr przebiega przy granicy Obniżenia Gorlickiego a Kotliny Jasielsko-Krośnieńskiej, gdzie potok przed ujściem ostro meandruje.

## Środowisko
Do Cegielnianki w początkowym stadium rozwoju wpadają trzy bezimienne strumienie, a ona sama kumuluje się z Trzciennicą w Bączalu Dolnym, następnie od około 4 kilometra płynąc razem pod nazwą Młynówka wpływają do Ropy.
Potok tworzy też 2 małe wodospady. Na brzegach tego potoku rosną rośliny objęte ochroną np. cebulica dwulistna, storczykowate: kruszczyk błotny czy podkolan biały, żyją rzadkie gatunki ptaków: bocian czarny, bocian biały, czajka zwyczajna, czapla siwa, derkacz, puszczyk uralski, oraz kilka gatunków gadów i płazów wśród nich: kumak górski, jaszczurka zwinka i jaszczurka żyworodna, a także największe polskie gryzonie – bobry tworzące zwarte, kaskadowe systemy tam.
Potok odznacza się dużymi wahaniami stanów wody, po obfitych opadach deszczu zdarzają się gwałtowne wezbrania, a w okresie suszy – okresowe, letnie niżówki.

## Natura 2000
Staraniem rządu Rzeczypospolitej Polskiej i dzięki ratyfikacji Komisji Europejskiej 1/4 z całości doliny została objęta ochroną w ramach obszarów Natura 2000, jako obszar mający znaczenie dla Wspólnoty, a zarazem specjalnych obszarów ochrony siedlisk o nazwie Łąki nad Młynówką.